# Chionis ze Sparty
Chionis ze Sparty (gr. Χίονις) – starożytny grecki atleta pochodzący ze Sparty, olimpijczyk, czterokrotny zwycięzca w biegu na stadion.
Cztery razy z rzędu, w 668, 664, 660 i 656 p.n.e. (olimpiady 28–31) zwyciężył w biegu na stadion. W 664, 660 i 656 p.n.e. odniósł również zwycięstwo w diaulosie. W roku 664 p.n.e. miał także oddać skok w dal na odległość 52 stóp, co w przeliczeniu na system metryczny dawałoby 16,66 m. Niewiarygodny wynik badacze tłumaczą pomyłką kopisty lub łącznym policzeniem rezultatów trzech kolejnych prób.
Po zakończeniu kariery sportowej zgodnie ze świadectwem Pauzaniasza (Wędrówka po Helladzie III 14,3) wziął udział w wyprawie kolonizacyjnej, której rezultatem było założenie Cyreny na wybrzeżu libijskim. W dwa stulecia po śmierci rodacy uczcili go w Olimpii posągiem wykonanym przez Myrona.